# Tetrastichus atriclavus
Tetrastichus atriclavus är en stekelart som beskrevs av James Waterston 1915. Tetrastichus atriclavus ingår i släktet Tetrastichus och familjen finglanssteklar.
Artens utbredningsområde är:
- Elfenbenskusten.
- Nigeria.
- Réunion.

Inga underarter finns listade i Catalogue of Life.